# Laura P. Spinadel
Laura Patricia Spinadel (7 tháng 7 năm 1958 tại Buenos Aires, Argentina) là một kiến trúc sư, nhà quy hoạch đô thị, nhà văn, nhà giáo dục người Argentina và là Giám đốc của công ty BUSarchitektur và của công ty BOA büro für offensive aleatorik ở Vienna. Laura P. Spinadel đã tạo ra một thương hiệu quốc tế dựa trên Compact City và Campus WU, cả hai đều được coi là sản phẩm tiên phong của hệ tư tưởng kiến trúc tổng thể. Bà là Tiến sĩ Danh dự tại Nghị viện Dân sự của Nhân loại, Học viện Quốc gia Transacademy.

## Giáo dục và giảng dạy
Spinadel nghiên cứu kiến trúc tại Đại học FADU ở Buenos Aires, nơi cô được vinh danh với Bằng tốt nghiệp huy chương vàng. Mẹ cô, Vera W. de Spinadel là một nhà toán học người Argentina được coi là một nhà lãnh đạo trong lĩnh vực "Phương tiện kim loại". Cha của bà, Erico Spinadel là một kỹ sư người Áo được coi là một chuyên gia tầm thế giới nổi bật trong các vấn đề năng lượng gió.
Vào giữa những năm 1980, Spinadel giảng dạy tại Đại học Chiến lược Đô thị Buenos Aires và đồng thời là Giám đốc Tương tác Cộng đồng cho các Dự án Đối ngoại và Hợp tác. Bà từng là giáo sư khách mời tại Đại học Pontidadia Bolivariana ở Medellín, Colombia; Đại học delli Studi di Palermo ở Palermo, Ý; Escuela Superior Técnica de Arquitectura de Barcelona ETSAB ở Barcelona, Tây Ban Nha; Tiến sĩ B. N. College of Architecture của MKSSS - Pune, Ấn Độ; Đại học Católica de Córdoba ở Córdoba, Argentina; Colegio Oficial de Arquitectos de Tabasco ở Villahermosa, México; Faculdade de Arquitoetura da Universidade Liên bang do Rio Grande do Sul ở Porto Alegre, Brazil.